# أليكس سميث (لاعب كرة قدم مواليد 1991)
أليكس سميث (بالإنجليزية: Alex Smith)‏ هو لاعب كرة قدم بريطاني في مركز الدفاع، ولد في 31 أكتوبر 1991 في كرويدون في المملكة المتحدة. لعب مع ستيفيناغ بوروه وسويندون تاون ونادي فولهام ونادي ليتون أورينت ونادي وكينغ ويوفل تاون.

## وصلات خارجية
- أليكس سميث على موقع قاعدة بيانات كرة القدم.إي يو (الإنجليزية)
- أليكس سميث على موقع Soccerbase.com (لاعب) (الإنجليزية)
- أليكس سميث على موقع Soccerway.com (الإنجليزية)
- أليكس سميث على موقع عالم كرة القدم.نت (الإنجليزية)